# فرانك مارشال ديفيس
فرانك مارشال ديفيس (بالإنجليزية: Frank Marshall Davis)‏ هو صحفي وشاعر أمريكي، ولد في 31 ديسمبر 1905 في أركنساس سيتي في الولايات المتحدة، وتوفي في 26 يوليو 1987 في هونولولو في الولايات المتحدة.